# Тко пјева зло не мисли
Тко пјева зло не мисли је хрватски филм снимљен 1970. године у режији и по сценарију Крешимира Голика. Поднаслов филма је „љубавна комедија са певањем”, а структуриран је у облику колажног дневника. Одликују га функционалистички визуелни дизајн и аутентична костимографија и сценографија. Снимљен је према новели хрватског писца Вјекослава Мајера из 1942. године Дневник малог Перице.
По избору Друштва хрватских филмских критичара, филм Тко пјева, зло не мисли проглашен је најбољим, а уједно и најпопуларнијим хрватским филмом свих времена. Приказивао се у Аустралији, Израелу, Чехословачкој, ДР Немачкој, Пољској, Мађарској, Румунији, Бугарској, Финској, Совјетском Савезу.
Као својеврсни наставак филма 2021. године снимљена је серија Дневник великог Перице, која је на 27. Сарајевском филмском фестивалу освојила награду Срце Сарајева за најбољу комедију. Године 2024. снимљена је и премијерно емитована друга сезона ове серије.

## Радња
Главна радња филма одвија се у горњоградском стану породице Шафранек, у њихову дворишту, Самобору и Максимиру.
Деветогодишњи Перица пише дневник надајући се да ће га за хиљаду година пронаћи научници и да ће постати важно историјско сведочанство. У њему он потанко описује догађаје који су се догодили у недељи дана током летњег распуста.
Почетком друге половине тридесетих година двадесетог века у Загребу , млада и привлачна госпођа Ана Шафранек осећа да вене у браку са својим много старијим мужем Фрањом. Приликом излета у Самобор, свиди јој се елегантни господин Фулир, који јој ускоро долази у посету и изјави јој љубав. Истовремено, у Фулира се загледала Анина старија сестра Мина, неугледна уседелица. Фрањо се досети да било згодно оженити Фулира за Мину, што се нимало не свиди Ани. Сведок тих љубавно-породичних перипетија је мали Перица, син Шафранекових.

## Улоге
| Глумац          | Улога               |
| --------------- | ------------------- |
| Фрањо Мајетић   | Фрањо Шафранек      |
| Мирјана Боханец | Ана Шафранек        |
| Реља Башић      | Господин Фулир      |
| Миа Оремовић    | Тета Мина           |
| Томислав Жганец | Перица Шафранек     |
| Вида Јерман     | Господична Маријана |
| Вања Тимер      | Комшиница Бајс      |
| Лена Политео    | Комшиница Бета      |
| Драго Бахун     | Пјевач с гитаром    |
| Рикард Брзеска  | Знидаршић           |

## Награде
- Пула 71' - Бронзана арена за режију[8]; Диплома Маријану Мегличу за тон[4]
- Ниш 71' - Награда за најбољу комичну улогу Фрањи Мајетићу[4][9]